# Partido Lincoln
Lincoln ist ein Partido im Norden der Provinz Buenos Aires in Argentinien. Laut einer Schätzung von 2019 hat der Partido 42.302 Einwohner auf 5.772 km². Der Verwaltungssitz ist die Stadt Lincoln. Als der Partido 1865 gegründet wurde, wurde der Name Lincoln als Tribut an den kurz zuvor ermordeten Abraham Lincoln gewählt.
Die Wirtschaft von Lincoln wird von der Landwirtschaft dominiert. Die wichtigsten Anbauprodukte sind Weizen, Mais, Soja und Sonnenblumen. Auch Honig und Rindfleisch wird hier produziert.

## Orte
Lincoln ist in 10 Ortschaften und Städte, sogenannte Localidades, unterteilt.
- Lincoln (Verwaltungssitz)
- Roberts
- Pasteur
- El Triunfo
- Arenaza
- Coronel Martínez de Hoz
- Bayauca
- Las Toscas
- Carlos Salas
- Triunvirato